# Jameson House
Jameson House — 35-этажный многофункциональный небоскрёб в центре Ванкувера, спроектированный архитектурной компанией Foster + Partners в сотрудничестве с архитекторами из Walter Francl Architects.

## Структура здания
Нижние 11 этажей предназначены для офисов и магазинов, все остальные — для жилья. Магазины занимают два первых этажа, продолжая торговую зону, расположенную в соседних домах. Последние два этажа занимает пентхаус. На крыше здания организованы зелёные террасы.

## Архитектура
Основание башни состыковано с двумя зданиями постройки 1920-х годов. Историческое здение Ceperley Rounsfell Building было отреставрировано, от менее ценного Royal Financing Building остался лишь фасад. Нижние 11 этажей занимают магазины и офисы. Над ними располагаются 23 этажа квартир. Членение фасада отражает это функциональное деление: на нижней части здания фасад ровный, а жилая часть представляет собой четыре закруглённые секции-трубы, выступающие над офисной «базой». Главный фасад полностью занят четырьмя полукруглыми «эркерами», расположенным по кривой линии, чтобы не загораживать виды на залив и солнечный свет окружающим сооружениям. Каждое жилое помещение расположено так, чтобы обеспечить естественное освещение.

## Текущая ситуация
По данным официального сайта Foster + Partners 100 % площадей Jameson House уже проданы.